# Mleczaj żółtofioletowy

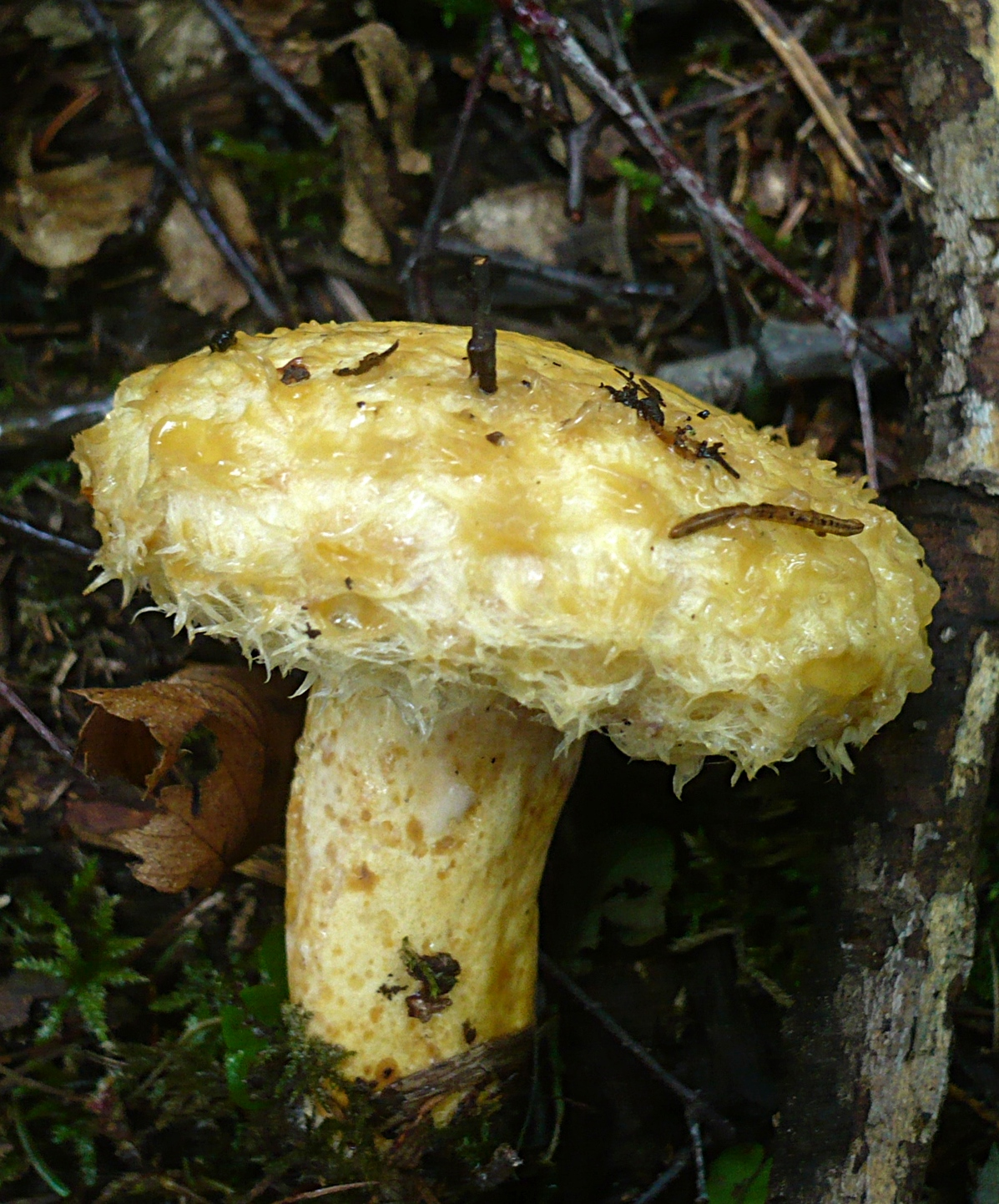

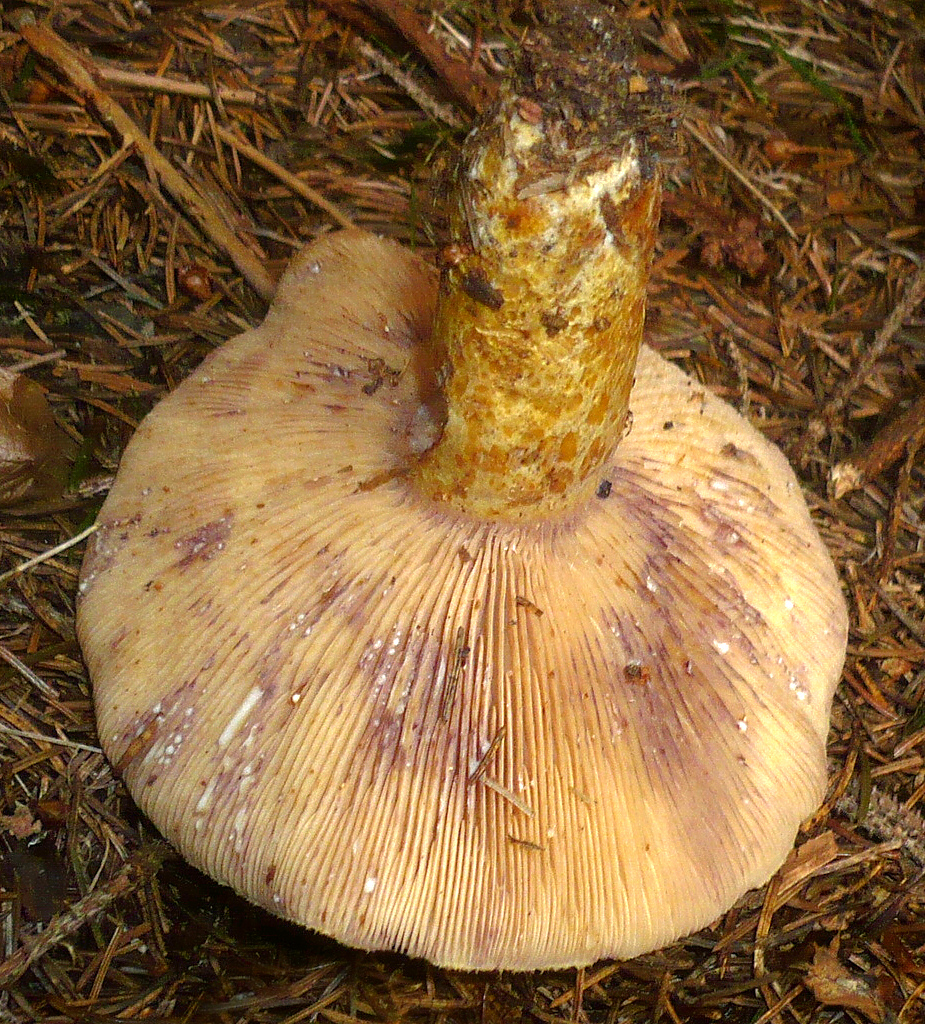

Mleczaj żółtofioletowy (Lactarius repraesentaneus Britzelm.) – gatunek grzybów z rodziny gołąbkowatych (Russulaceae).

## Systematyka i nazewnictwo
Pozycja w klasyfikacji według Index Fungorum: Lactarius, Russulaceae, Russulales, Incertae sedis, Agaricomycetes, Agaricomycotina, Basidiomycota, Fungi.
Po raz pierwszy opisał go Max Britzelmayr w 1885 r. i nadana przez niego nazwa naukowa jest ważna. Niektóre synonimy naukowe:
- Lactarius repraesentaneus Britzelm. 1885 subsp. repraesentaneus
- Lactarius repraesentaneus subsp. speciosus (Burl.) Singer 1942
- Lactarius scrobiculatus var. repraesentaneus (Britzelm.) Killerm. 1933
- Lactarius speciosus Burl. 1908
- Lactifluus repraesentaneus (Britzelm.) Kuntze 1891[2].

Nazwę polską podali Barbara Gumińska i Władysław Wojewoda w 1983 r.

## Morfologia
Kapelusz
O średnicy do 15 cm, początkowo wypukły, potem rozpostarty, na koniec wklęsły. Powierzchnia matowa, pokryta krótkimi i gęstymi włoskami, w stanie wilgotnym gładka i nieco błyszcząca, o barwie od jasnożółtej do jasnoochrowej, czasami z odcieniem miodowym lub pomarańczowym, słabo pręgowana. Brzeg podwinięty i kosmaty, gdyż pokryty jest ciemniejszymi i dłuższymi włoskami.
Blaszki
Dość gęste, z międzyblaszkami, przyrośnięto-zbiegające, przy trzonie czasami rozwidlone, kremowe z ochrowym odcieniem. Po uszkodzeniu powstają na nich brudnoliliowe plamy.
Trzon
Jasnosłomkowy, cylindryczny lub nieco rozszerzony, do 15 cm długości, na szczycie plamisty, z ciemnymi wodnistymi jamkami; staje się pusty.
Miąższ
Żółtawobiały, twardy i jędrny, o przyjemnym zapachu korzeni przyprawowych. Początkowo jest bez smaku, po pewnym czasie gorzkawy.
Mleczko
Dość obfite, białe lub wodnistobiałe. Od razu oddzielone od grzyba pozostaje białe, ale w kontakcie z miąższem zmienia barwę na fioletową. W pierwszym momencie ma łagodny lub trochę gorzki smak, wkrótce jednak staje się gorzkawe, ale nie piekące.
Cechy mikroskopowe
Wysyp zarodników kremowy. Zarodniki owalne o rozmiarach 9–11 × 6,5–9 μm. Na powierzchni posiadają dość duże brodawki połączone regularną siateczką. Podstawki mają rozmiar 60–70 × 8–11 μm. Wąskowrzecionowate pleurocystydy mają rozmiar 60–90 × 6–12 μm. Występują także podobne, ale mniejsze cheilocystydy.
Gatunki podobne
Mleczaj dołkowany (Lactarius scrobiculatus) również ma podobną barwę i dołkowany trzon, ale odróżnia się owłosieniem brzegu kapelusza, a przede wszystkim tym, że jego białe mleczko przebarwia się na cytrynowożółto i jest silnie piekące.

## Występowanie i siedlisko
Mleczaj żółtofioletowy jest dość częsty na półkuli północnej. Występuje w zasięgu występowania świerka i brzozy zarówno w nizinnych lasach, jak i w górach. W Polsce do 2020 r. podano 9 stanowisk. Znajduje się na Czerwonej liście roślin i grzybów Polski. Ma status E – zagrożony wyginięciem. Znajduje się na listach gatunków zagrożonych także w Danii, Niemczech, Litwie, Słowacji, Czechach.
W latach 1995–2004 i ponownie od roku 2014 objęty ochroną częściową bez możliwości zastosowania wyłączeń spod ochrony uzasadnionych względami gospodarki rolnej, leśnej lub rybackiej.
Naziemny grzyb mykoryzowy. Rozwija się w lasach liściastych i iglastych, głównie pod świerkami i brzozami na glebach ubogich w wapń, przede wszystkim w górach (do 2000 m n.p.m.) i w północnej Europie.